# Gerronema
Gerronema Singer, Mycologia 43: 599 (1951), è un genere di funghi lignicoli di piccola-media taglia.

## Descrizione del genere
Le specie di questo genere hanno spore bianche, amiloidi; lamelle decorrenti; il cappello depresso centralmente e simili a quelle appartenenti al genere Omphalina.

## Specie di Gerronema
La specie tipo è Gerronema melanomphax Singer (1951), altre specie incluse sono:
| - Gerronema aconquijense (Singer) Singer (1975) - Gerronema albidum (Fr.) Singer (1962), [RSD] - Gerronema albogriseolum Singer (1989) - Gerronema alexandri Singer (1962) - Gerronema alutaceum Singer (1978) - Gerronema amabile (Berk.) Raithelh. (1980) - Gerronema angustifolium Singer (1959) - Gerronema atrovelutinum (Romagn.) Bon (1996) - Gerronema beninensis De Kesel, Codjia & Yourou (2002) - Gerronema bethlehemicum Singer (1989) - Gerronema brunneum Singer (1964) - Gerronema bryogeton Singer (1962) - Gerronema calongei Singer (1970) - Gerronema candidum Singer (1989) - Gerronema cheilocystidiatum Singer (1970) - Gerronema chilense (Mont.) Raithelh. (1973) - Gerronema chrysocarpum P.G. Liu (1995) - Gerronema chrysocraspedum P.G. Liu (1993) - Gerronema cinctum Singer (1964) - Gerronema citrinum (Corner) Pegler (1983) - Gerronema clavuligerum (Singer) Singer (1962) - Gerronema collybiomorphum Singer (1978) - Gerronema coprophilum (Speg.) Raithelh. (1983) - Gerronema corticiphilum Lj.N. Vassiljeva (1973) - Gerronema costaricense Singer (1989) - Gerronema cotapatae Singer (1964) - Gerronema cyathellum (J. Favre & Schweers ex Kuyper) Bon (1996) - Gerronema cyathiforme (Berk. & M.A. Curtis) Singer (1959) - Gerronema daamsii Marxm. & Clémençon (1982) - Gerronema daguense Singer (1989) - Gerronema dennisii Singer (1964) - Gerronema depauperatum Singer (1951) - Gerronema elasticum Singer (1951) - Gerronema elasticum subsp. amazonicum Singer (1964) - Gerronema elasticum subsp. elasticum Singer (1951) - Gerronema ericetorum f. ericetorum (Bull.) Singer (1973) - Gerronema farinolens (G. Moreno & Esteve-Rav.) Bon (2001) - Gerronema flammeum Singer (1989) - Gerronema glutinipes Pegler (1977) - Gerronema hypolepargum Singer (1975) - Gerronema hypoxanthum (Bres.) Singer (1986) - Gerronema incarnatum Clémençon (1982) - Gerronema infumatum (Berk. & Broome) Singer (1986) - Gerronema infundibuliforme Singer (1964) | - Gerronema josserandii Singer (1963), [RSD] - Gerronema laccarioides Singer (1989) - Gerronema leptosarcum Singer (1964) - Gerronema longipes Pegler (1977) - Gerronema majus Singer (1964) - Gerronema mariae Singer (1989) - Gerronema minutissimum Singer (1969) - Gerronema minutum (Singer) Singer & Digilio (1962) - Gerronema mongolicum Dörfelt & Täglich (1991) - Gerronema moseri Singer (1983) - Gerronema nemorale Har. Takah. (2000) - Gerronema nitriolens (J. Favre) Clémençon (1982) - Gerronema oligophyllum (Singer) Singer (1975) - Gerronema pantoxanthum Singer (1989) - Gerronema pseudomurale (Speg.) Singer (1969) - Gerronema reclinis (Fr.) Clémençon (1982) - Gerronema retiarium (Berk.) Singer (1977) - Gerronema sanguineum (Sacc.) Pegler (1987) - Gerronema schusteri Singer (1972) - Gerronema sericeum (Romagn.) Clémençon (1982) - Gerronema setipes (Fr.) Singer (1962) - Gerronema splendidissimum (Kotl. & Pouzar) Singer (1973) - Gerronema stevensonii (Berk. & Broome) Watling (1998) - Gerronema strombodes (Berk. & Mont.) Singer (1962) - Gerronema stuckertii (Speg.) Singer (1959) - Gerronema subchrysophyllum Singer (1961) - Gerronema subclavatum (Peck) Singer ex Redhead (1987) - Gerronema subobscurum (Singer) Raithelh. (1980) - Gerronema suboreades (Beeli) Singer (1964) - Gerronema subpallidum Singer (1959) - Gerronema subsericellum (Romagn.) Clémençon (1982) - Gerronema subumbratile (Singer) Raithelh. (1980) - Gerronema sucrense Singer (1989) - Gerronema tenue Dennis (1961) - Gerronema theophili Singer (1973) - Gerronema umbilicatum (Bull.) Singer (1975) - Gerronema versatile (Berk. & Mont.) Singer (1969) - Gerronema virgineum Pegler (1977) - Gerronema viridilucens Desjardin, Capelari & Stevani (2005) - Gerronema wildpretii Bañares, Beltrán-Tej. & Bon (2006) - Gerronema xanthodictyon Singer (1964) - Gerronema xanthophyllum (Bres.) Norvell, Redhead & Ammirati (1994) - Gerronema yalae Singer (1989) |